# Kraśniewo (województwo mazowieckie)
Kraśniewo – wieś sołecka w Polsce położona w województwie mazowieckim, w powiecie płońskim, w gminie Raciąż. Obok miejscowości przepływa rzeczka Dobrzyca, dopływ Raciążnicy.
W latach 1975–1998 miejscowość administracyjnie należała do województwa ciechanowskiego.
Do roku 1991 istniała w miejscowości czteroklasowa szkoła podstawowa. Obecnie w budynku szkolnym znajduje się Ośrodek Pomocy Samotnym Matkom. W centrum wioski znajduje się dworek po właścicielu wioski – prawdopodobnie noszącym nazwisko Budny. Wokół dworu rozciąga się zaniedbany hektarowy park, staw i pańszczyźniane piwnice (kamienne z nasypem ziemi). Do roku 1998 znajdowały się tu niezamieszkane tzw. czworaki – drewniane domy podzielone na cztery izby mieszkalne, przeznaczone dla robotników dworskich.
Wierni Kościoła rzymskokatolickiego należą do parafii św. Małgorzaty w Gralewie.